# サーデ・ボリューム1
『Saade Vol.1』 (サーデ・ボリューム1） は、2011年6月29日発売のエリック・サーデの2枚目のスタジオアルバム。
日本では輸入盤のみ購入可能。

スウェーデンではプラチナ・ディスクに認定されている。

## 概要
スウェーデンのみでなく、フィンランドなど、スカンディナヴィア半島全土でヒットを記録した。

## 収録曲
1. タイムレス "Timeless"
2. ハーツ・イン・ジ・エアー feat. J-Son "Hearts in the Air" feat. J-Son
  - 5枚目のシングル。スウェーデンではゴールドを記録。
3. ミー・アンド・マイ・レディオ "Me and My Radio"
4. メイド・オブ・ポップ "Made of Pop"
5. ポピュラー (リミックス) "Popular (Remix)"
  - 4枚目のシングルで、ヨーロッパ全土でヒットを記録した曲のリミックス。スウェーデンではプラチナム×2を記録。
6. サムワン・ニュー "Someone Knew"
7. キルド・バイ・ア・コップ "Killed by a Cop"
8. ビッグ・ラブ "Big Love"
9. ストゥーピッド・ウィズ・ユー "Stupid With You"
10. エコー "Echo"
11. スティル・ラビング・イット "Still Loving It"
  - プロモーションシングル。
12. ポピュラー "'Popular'"
  - ボーナストラック。